# Plenty
Plenty es un pueblo canadiense situado en la provincia de Saskatchewan.

## Superficie
Plenty tiene una superficie de 0,61 km².

## Demografía
En 2021, tenía 128 habitantes, una densidad poblacional de 209,4 hab./km², y 75 viviendas.